# Cuphea odonellii
Cuphea odonellii är en fackelblomsväxtart som beskrevs av Alicia Lourteig. Cuphea odonellii ingår i släktet blossblommor, och familjen fackelblomsväxter. Inga underarter finns listade i Catalogue of Life.